# Інгве Бродд
Інгве Бродд (швед. Yngve Brodd, 9 червня 1930, Бурос — 23 вересня 2016, Гетеборг) — шведський футболіст, що грав на позиції нападника за низку шведських і французьких клубних команд, а також за національну збірну Швеції.

## Клубна кар'єра
Народився 9 червня 1930 року в комуні Бурос. Вихованець футбольної школи клубу «Рюдаль».
У дорослому футболі дебютував 1950 року виступами за команду «Фрістла», з якої за рік перебрався до «Еребру».
За два роки, у 1953, отримав запрошення з Франції, де приєднався до лав «Тулузи».
1956 року уклав контракт з клубом «Сошо», у складі якого протягом наступних чотирьох років був основним нападником, відзначившись 39 голами у 102 іграх французької першості.
Протягом 1960—1962 років знову захищав кольори «Тулузи», після чого повернувся на батьківщину, де два сезони відіграв за «Гетеборг», в останньому з них був граючим тренером команди.

## Виступи за збірну
1952 року дебютував в офіційних матчах у складі національної збірної Швеції.
У складі збірної став бронзовим призером Олімпійських ігор 1952 року в Гельсінкі.
Був автором п'яти із семи голів шведської команди в матчах відбору на чемпіонат світу 1962 року, який, утім, шведам подолати не вдалося.

## Кар'єра тренера
Розпочав тренерську кар'єру, ще продовжуючи грати на полі, 1963 року, очоливши тренерський штаб «Гетеборга» як граючий тренер. Завершивши за рік виступи на полі, залишився у команді, яку тренував до 1966 року.
Помер 23 вересня 2016 року на 87-му році життя у Гетеборзі.

## Титули і досягнення
- Бронзовий олімпійський призер: 1952